# Leawood (Kansas)
Leawood – miasto w Stanach Zjednoczonych, w stanie Kansas, w hrabstwie Johnson.